# Wasquehal
Wasquehal es una localidad francesa, situada en el departamento del Norte y en la región de Norte-Paso de Calais. Sus habitantes reciben el nombre de wasquehalianos (Wasquehaliens en francés).
Situada en el norte de Francia, a menos de 290 km de cinco capitales europeas, Wasquehal es fácilmente accesible gracias a su red de infraestructura de comunicaciones.

## Demografía
| 1 440 | 1 262 | 1 525 | 1 622 | 1 758 | 1 672 | 2 034 | 2 040 | 2 200 | 2 501 | 2 731 | 2 824 | 3 061 | 3 275 | 3 688 | 4 405 | 4 901 | 5 969 | 6 703 | 7 011 | 7 041 | 8 507 | 11 707 | 12 167 | 11 741 | 12 363 | 13 634 | 14 274 | 16 391 | 16 275 | 17 986 | 18 541 | 18 989 |
| Para los censos de 1962 a 1999 la población legal corresponde a la población sin duplicidades (Fuente: INSEE [Consultar]) |       |       |       |       |       |       |       |       |       |       |       |       |       |       |       |       |       |       |       |       |       |        |        |        |        |        |        |        |        |        |        |        |

## Personas destacadas
- Henri Dorgères